# Kanton Saint-Martin-d’Hères
Der Kanton Saint-Martin-d’Hères ist seit 1973 ein französischer Kanton im Arrondissement Grenoble im Département Isère der Region Auvergne-Rhône-Alpes. Hauptort ist Saint-Martin-d’Hères. 

## Gemeinden
Der Kanton besteht aus vier Gemeinden mit insgesamt 48.331 Einwohnern (Stand: 2022) auf einer Gesamtfläche von 23,09 km²:
| Gemeinde                    | Einwohner 1. Januar 2022 | Fläche km² | Dichte Einw./km² | Code INSEE | Postleitzahl |
| --------------------------- | ------------------------ | ---------- | ---------------- | ---------- | ------------ |
| Gières                      | 7.353                    | 6,93       | 1.061            | 38179      | 38610        |
| Poisat                      | 2.120                    | 2,56       | 828              | 38309      | 38320        |
| Saint-Martin-d’Hères        | 38.022                   | 9,26       | 4.106            | 38421      | 38400        |
| Venon                       | 836                      | 4,34       | 193              | 38533      | 38610        |
| Kanton Saint-Martin-d’Hères | 48.331                   | 23,09      | 2.093            | 3822       | –            |